# Епоха: Еволюція
«Епоха: Еволюція» (Epoch: Evolution) — науково-фантастичний телефільм 2003 року. Це продовження фільму «Епоха», знятий режисером Ієном Вотсоном

## Про фільм
Мейсон Ренд повертається, щоб допомогти визначити, чи можна використати таємничий моноліт, який він досліджував раніше, щоб врятувати Землю від знищення.
І чи насправді Моноліт спричиняє це.

## Знімались
| Актор            | Роль        |
| ---------------- | ----------- |
| Девід Кейт       | Мейсон Ренд |
| Ейнджел Боріс    | Сондра      |
| Біллі Ді Вільямс | Фергюсон    |
| Браян Томпсон    | Тавер       |
| Велізар Бінев    | Самуел      |
| Адрієнн Макквін  | репортерка  |